# Albert Ludwig Trippel

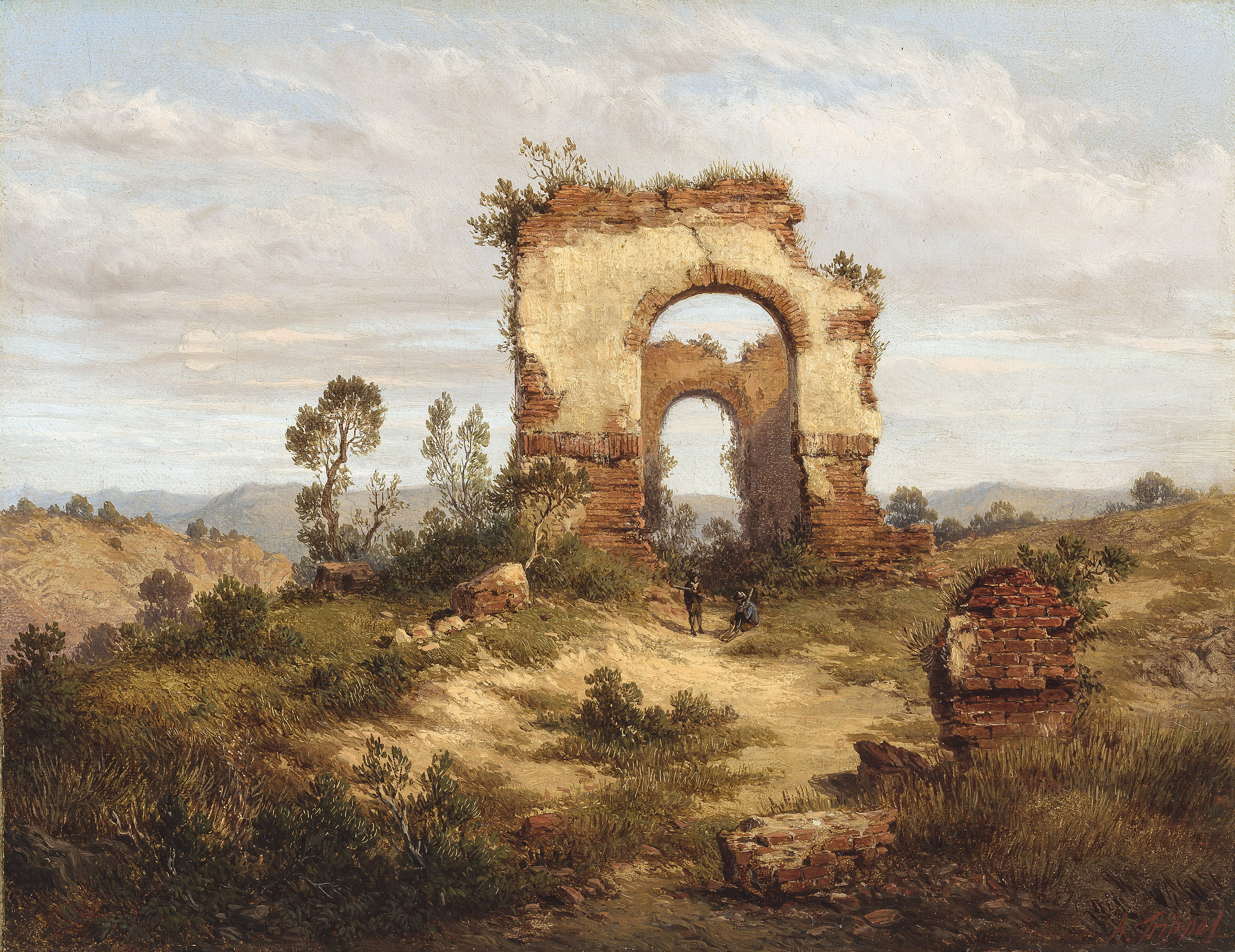
Rast an der Ruine

Albert Ludwig Trippel (* 14. März 1813 in Potsdam; † 3. August 1854 in Berlin) war ein deutscher Landschafts-, Marine- und Architekturmaler.
Geboren als Sohn eines Steinmetzmeisters, studierte Trippel an der Königlich Preußischen Akademie der Künste zu Berlin. Danach unternahm er Studienreisen nach Frankreich, Italien, Spanien und Griechenland.
In den Jahren 1842, 1844, 1846 und 1850 zeigte er seine Werke an der Berliner Akademieausstellung. Sein Gemälde „Halle der Signoria zu Pistoja“ kam in die Kunstsammlungen des Königs von Preußen.
Trippels Werke befinden sich in den Sammlungen des Schlosses Sanssouci und der Staatlichen Museen zu Berlin.
Albert Ludwig Trippel starb im Alter von 41 Jahren.